# Sanam Luang
Sanam Luang (en tailandés: สนามหลวง) es un campo abierto y plaza pública frente al Wat Phra Kaew y el Gran Palacio, en Bangkok, Tailandia. Está situado en el distrito de Phra Nakhon, el centro histórico de Bangkok.
En 1855, el rey Rama IV cambió el nombre de Thung Phra Mane (terreno del crematorio real) a Thong Sanam Luang, nombre que se acortó a Sanam Luang.
Sanam Luang se ha utilizado desde la época del rey Rama I. Era el lugar para las ceremonias y funciones reales, incluyendo la cremación del Príncipe del Palacio, que era el hermano de Rama I.